# Showtime電視網
Showtime電視網（英語：Showtime Networks），是美国一間付費有線電視網，隸屬於傳媒公司派拉蒙全球，成立於1976年5月9日，主要競爭對手是HBO。播放各种电影和原创電視剧，播出完結的影集包括《同志亦凡人》、《拉字至上》、《嗜血法醫》、《單身毒媽》等，近年來以《無恥之徒》收視亮眼，除影視節目外，也会播放拳击比赛。

## 下屬頻道
- Showtime頻道（1983年開播）
  - Showtime第二頻道（SHO2）（1994年開播）
  - Showtime精選頻道（Showcase）（1998年開播）
  - Showtime終極頻道（Showtime Extreme）（1998年開播）
  - Showtime黑人頻道（ShoBET）（1998年開播, 2020年更名）
  - Showtime次世代頻道（Showtime Next）（2001年開播）
  - Showtime家庭頻道（Showtime Family Zone）（2001年開播）
  - Showtime女性頻道（Showtime Women）（2001年開播）
- 電影頻道（1983年開播）1
  - 電影第二頻道（The Movie Channel Xtra）（1999年開播）
- FILX頻道（英语：Flix (TV channel)）（1992年開播）
- 史密森尼頻道（英语：Smithsonian Networks）（2007年開播）2